# Shalimar (U-Boot)
HMS Shalimar war ein U-Boot der britischen Royal Navy im Zweiten Weltkrieg.

## Geschichte
Die Shalimar war ein Boot des dritten Bauloses der erfolgreichen S-Klasse. Sie wurde am 17. April 1942 auf der Marinewerft Chatham im südostenglischen Chatham auf Kiel gelegt, lief am 22. April 1943 vom Stapel und wurde von der Royal Navy am 22. April 1944 in Dienst gestellt.
Das U-Boot wurde 1944/45 unter dem Kommando von LtCdr. W. G. Meeke auf dem asiatischen Kriegsschauplatz eingesetzt.
Am 2. November 1944 versenkte die Shalimar vor Car Nicobar (Nikobaren) fünf japanische Landungsboote mit dem Deckgeschütz. Am 4., 5. und 10. Dezember 1944 wurden in der Straße von Malakka insgesamt sechs japanische Segelschiffe versenkt. Am 14. Dezember versenkte die Shalimar vor Medan (Niederländisch-Indien) bei 3° 55′ N, 98° 50′ O den japanischen Hilfsminensucher Choun Maru Nr. 7 (163 BRT) mit Artillerie. Am Folgetag wurden in der Malakkastraße ein Schlepper und zwei Leichter versenkt. Im Januar 1945 wurden mit der Bordkanone fünf weitere japanische Einheiten in der Malakkastraße versenkt.
Im August 1945 operierte das U-Boot gemeinsam mit dem Schwesterboot Sea Dog hauptsächlich in der Malakkastraße. Zwischen dem 1. und dem 7. August wurden insgesamt fünf japanische Einheiten versenkt.
Die Shalimar wurde 1950 verkauft und anschließend in Troon verschrottet.